# Моштень (Джурджу)
Моштень, Моштені (рум. Moșteni) — село у повіті Джурджу в Румунії. Входить до складу комуни Улмі.
Село розташоване на відстані 24 км на захід від Бухареста, 64 км на північ від Джурджу, 133 км на південь від Брашова.

## Населення
За даними перепису населення 2002 року у селі проживали 479 осіб, усі — румуни. Усі жителі села рідною мовою назвали румунську.